# Dunajska klobasa
Dunajska klobasa (nemško Wiener Würstchen, krajšano kot Wiener, Alemannic German Wienerli tudi Krenwürstchen, Frankfurter Würstl (avstrijsko in nizozemsko, večinoma Frankfurter), švabsko Saiten ali Wienerle, na območju Passaua Thurner-Würstl ali na kratko Thurner) je ime za kuhano tanko klobaso iz ovoja v naravnemu črevesju. Je različica frankfurtske klobase, ki je za razliko od slednje narejena iz govejega in svinjskega mesa.

## Izraz
V Avstriji se Wiener nanaša na pikantno narezano klobaso, medtem ko se dunajske klobase imenujejo Frankfurter. V gostinstvu, zlasti v dunajskih kavarnah, je običajno tudi, da se klobase preprosto naročijo, če se govori o frankfurtskih klobasah. Če so postrežene s sokom govejega golaža, v katerem so bile marinirane, se imenujejo klobase s sokom, pri čemer se lahko postreže tudi en ali dva kosa mesa za golaž. Običajno zraven postrežejo žemljico, včasih tudi slane palčke ali črn kruh, kar po avstrijskem običaju gostu dodatno zaračunajo. Klobasa, ki se postreže posebej (enojna - brez para), se imenuje Einspänner.
V jugozahodni Nemčiji, kjer jih pogosto postrežejo z lečo s spätzlejem, jih imenujejo Saitenwurst (po Saite = tanko črevo; pogosto  jih imenujejo samo Saiten), ponekod pa jih imenujejo tudi Wienerle. V Severni Ameriki te klobase večinoma imenujejo Wiener ali Viennas, pa tudi Frankfurter ali Franks. V turističnih regijah Italije, Španije in Francije jih imenujejo Wu(e)rstel. V francoski regiji Alzacija jih imenujejo "Knack".
Običajna dunajska klobasa tehta okoli 50-70 gramov. Daljše dunajske klobase, ki merijo približno 25 centimetrov, so znane tudi kot Sacherwürstel in tehtajo okoli 85-90 gramov. Obe vrsti se običajno postrežeta v paru. Manjše čajne ali koktejl klobase tehtajo okoli 30 gramov. Meranske klobase so nekoliko bolj pikantnega okusa in vsebujejo koščke šunke.

## Zgodba
Spor o poreklu klobas je star: v Frankfurtu na Majni naj bi bile frankfurtske klobase poznane že od srednjega veka.
Po drugi strani pa je Johann Georg Lahner (1772–1845) mesar, ki se je na Dunaj priselil iz Frankfurta, tam dosegel velik uspeh z različico klobase imenovane „Frankfurter“, ki se je od tam v 19. stoletju stalno širila. Lahner je bil doma iz Gasseldorfa v frankovski Švici. V Frankfurtu se je izučil mesarske obrti. Na začetku 19. stoletja se je preselil na Dunaj in od 15. maja 1805 svoje klobase ponujal v svoji mesnici, na današnji Neustiftgasse številka 111, ki jo je odprl leto prej, čeprav z nekoliko drugačnim receptom zaradi dodanega govejega mesa (danes je pogosto okoli 30 % delež govejega mesa). V tistem času so bili mesarji v Frankfurtu še strogo ločeni na svinjske in goveje mesnice, na Dunaju pa ne, zato je Lahner frankfurtske klobase lahko izdeloval na ta način.
Ta zgodba je pripoved družine Lahner. Avstrijski Appetit-Lexikon iz leta 1894 ne omenja Lahnerja, vendar piše: »Frankfurtske klobase iz mletega svinjskega mesa v za prst debelem ovčjem črevesu so dosežek 19. stoletja, ki je prišel na Dunaj iz južne Nemčije okoli leta 1840.« Govedina tam ni omenjena. V Avstriji so jih v 19. stoletju najraje jedli s hrenom kot prigrizek ob pivu. V dunajskem romanu, objavljenem leta 1868, so omenjene »klobase z hrenom«, ki se »povsod prodajajo kot dunajske klobase«. Recept za "dunajske klobase", ki so narejene iz enakih delov pustega svinjskega mesa in svinjske masti, je mogoče najti v kuharski knjigi iz Kölna že leta 1840.
Po podatkih »Systematik der Kochkunst«, objavljenih leta 1886, so »dunajske klobase« sestavljene predvsem iz pustega govejega mesa, ki mu je dodano malo »maščobe dunajske klobase«. Nasprotno pa frankfurtske klobase vsebujejo predvsem pusto svinjino, ki ji je dodano nekaj telečjega ali govejega mesa.

## Zakon o živilih
V Codex Alimentarius Austriacus spadajo v kategorijo B.4.2.1 – klobase in so trgovska imena. Ker je Sacherwürstel splošno izraz, ga lahko uporablja kdorkoli, vendar lahko v skladu s sodbo vrhovnega sodišča lahko le hotel Sacher uporablja dodatke »pristno« ali »izvirno«. V zakoniku so podrobneje razvrščene kot »Tip 1 a)  Frankfurter in druge klobase z vidnim imenom« in tip 1 b) »Frankfurter, dunajska klobasa, sacher, čajna, koktajl klobasa in druge klobase«. Poleg tega so opisani tudi trije osnovni recepti.
Meso frankfurtske klobase vsebuje različne kose govejega, telečjega ali svinjskega mesa I. razreda, slanino II. razreda, vodo v obliki zdrobljenega ledu, ki preprečuje da bi se izdelek med strojnim rezanjem preveč segrel in krompirjev škrob za standardne frankfurtske klobase.
Govedina razreda I vsebuje 8 % maščobe in lahko vsebuje naslednje kose govejega mesa, ki morajo biti grobo odrezani od tetiv: stegno ali zadnji srednji del okončin (znano kot Knöpfel v dunajski razdelitvi govedine) brez prednjega bočnika, rostbif (ledja brez kosti) in glavni del plečeta (debelo pleče). Svinjina I. razreda vsebuje 10 % maščobe in lahko vsebuje naslednje kose svinjskega mesa: meso iz zadnje noge (zadnji srednji del okončin), plečeta, rebra (zarebrnica) in svinjsko vratovino (pečenka), grobo izkoščeno brez mesa svinjske noge pod kolenom. Razred slanine II je brez hrbtne maščobe in brez ocvirkov in je sestavljen iz 80 % maščobe.
Za frankfurtske klobase z poudarjeno označbo se zmeša 47 delov mesa razreda I, 23 delov slanine razreda II in 30 delov vode. Za običajne frankfurtske klobase obstajata dva recepta. V prvem se zmeša 42 delov mesa razreda I, 25 delov slanine razreda II in 33 delov vode. V drugem se 41 delov mesa razreda I in 30 delov slanine razreda II zmeša z 29 deli vode. V obeh primerih se doda en del krompirjevega škroba. Odvisno od podjetja je lahko izbor mesnih delov bolj specifičen in dodajo pa se lahko tudi mešanice začimb. Običajno se uporabljata goveje in svinjsko meso, pri čemer so kot taki označeni izključno goveje frankfurtske klobase. Iz istega razloga je vedno več tudi puranjih in perutninskih frankfurtskih klobas.
Zaradi soli, ki jih vsebujejo, se te kuhane klobase ne sme segrevati na visokih temperaturah (npr. pri pečenju na žaru ali cvrtju), saj pri temperaturah nad 140 stopinj lahko pride do tvorbe nitrozamina, ki naj bi povzročal raka.